# 史蒂文·亚当斯
史蒂文·芬纳奇·亚当斯（英語：Steven Funaki Adams，1993年7月20日—），新西兰职业篮球运动员。司职中鋒，目前效力于NBA休斯敦火箭。亚当斯大学时期效力于匹兹堡大学。

## 早期的生活
史蒂文的父亲，希德·亚当斯，是一位英国人，他曾在驻新西兰的英国皇家海军服役。史蒂文是他父亲与5个不同女人的18个孩子中最小的一个。他的母亲是汤加人。他的兄弟姐妹们大多有着异于常人的身高以及竞技能力，男孩们的身高平均是6英尺9英寸（约合2.06米），而女孩们大多身高为6英尺（约合1.83米）)。
他的姐姐，華娜莉·阿當絲是著名女子铅球运动员，是两届奥运金牌得主，四届世界冠军。他的哥哥希德·亚当斯二世是新西兰篮球联赛球员。.
他的父亲，希德·亚当斯于2006年去世。亚当斯说，这是他人生的一大转折点。在2012年接受媒体采访时，他回忆道：
|  | 我失去了自己的父亲。这对于我来说是个极其重大的打击，因为我没有父母的教导，我浪费了它的优势，因为我是个白痴。所以我决定不去学校几次，走时我感觉不错。之后我就一直骗我的兄弟姐妹，他们会问：『你去上学？我会说是。』最后还是被他们发现了。 |

他的一个兄弟，沃伦·亚当斯，临危受命，把史蒂文从罗托路亚混乱的街头救了出来，带到了惠灵顿。之后沃伦把他送到了斯科茨学院。虽然新西兰一些篮球评论员认为，亚当斯因为学术问题，难以进入大学篮球，但亚当斯干的很不错，他的学术测试合格，成功进入了NCAA。

## 高中生涯
在斯科茨学院毕业后，亚当斯来到了位于地球另一端，美国马萨诸塞州的圣母预科学院，该州一所著名的篮球学校。虽然他仅仅就读了1学期，但他进入了ESPN评出的最佳100大高中生名单，而且高居第6。

## 大学生涯
亚当斯最后选择加入匹兹堡大学。他入选了大东区最佳新秀阵容。他在匹兹堡打出了惊艳的一个赛季，他场均命中率排名队史新人第一，盖帽数第二，篮板排名第六。
2013年4月2日，亚当斯选择参加当年的NBA选秀，提前结束他的大学篮球生涯。
| 球队       | 出场数 | 命中率 | 得分 | 篮板 | 助攻 | 盖帽 |
| ---------- | ------ | ------ | ---- | ---- | ---- | ---- |
| 匹兹堡大学 | 32     | 57.1%  | 7.2  | 6.3  | 0.6  | 2    |

## NBA生涯

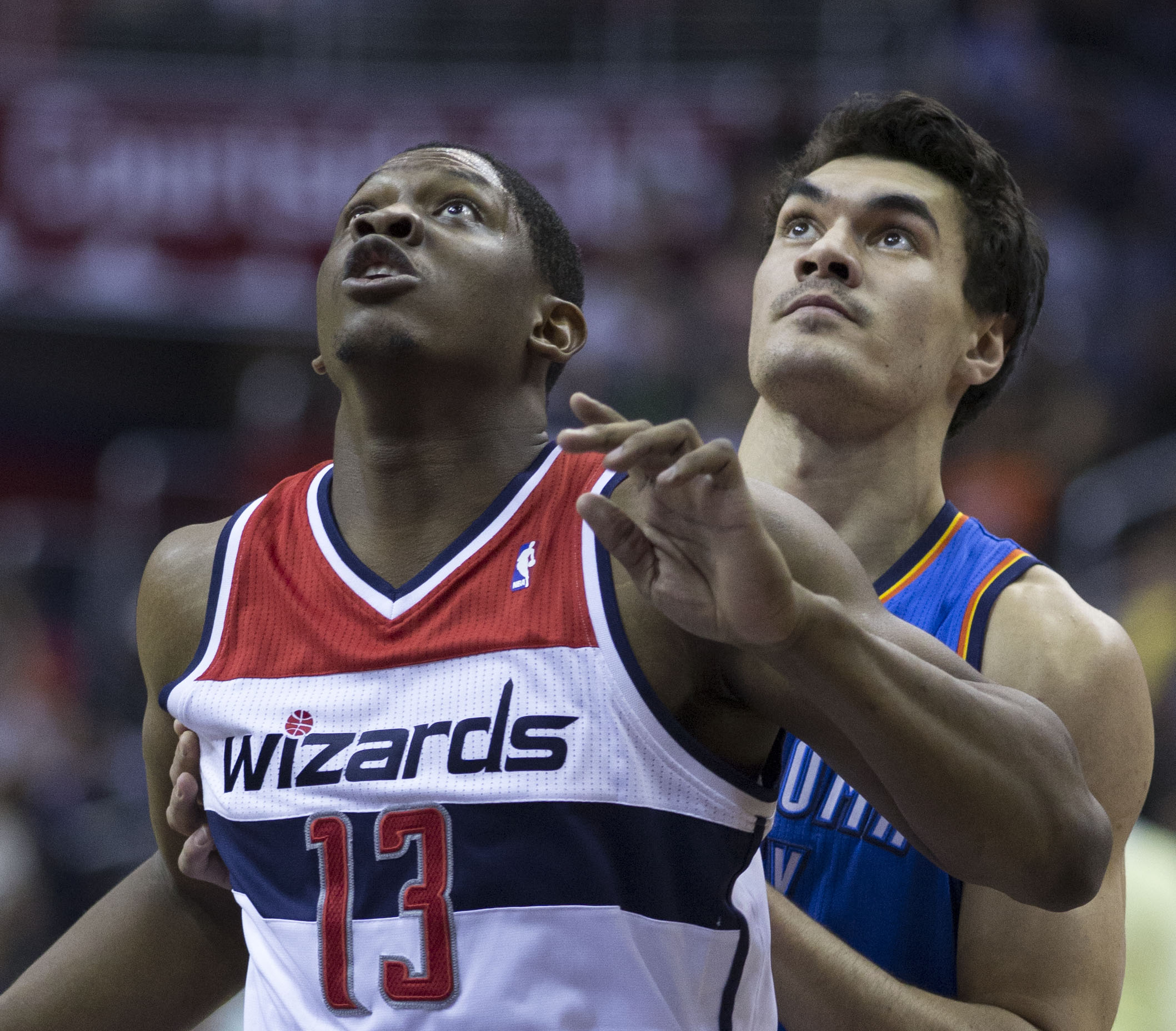
亞當斯與華盛頓巫師的凱文·塞拉芬卡位。

2013年6月27日，亚当斯在第12顺位被俄克拉何马城雷霆选中，成为匹兹堡大学最高选秀顺位的球员，是自1999年NBA选秀第26顺位被印第安纳步行者选中的瓦蒂戈·康明斯之后第1位在首轮被选中的匹兹堡大学球员，亦是第一位在NBA首轮被选中的新西兰球员。

### 俄克拉何马城雷霆 (2013–2020)
2013年7月12日，亚当斯与雷霆签下1份新秀合同。
同日，他帮助俄克拉何马城雷霆以85-77战胜休斯顿火箭，获得奥兰多夏季联赛冠军。
2013年11月8日，亚当斯在对阵底特律活塞的比赛中砍下职业生涯第一个两双数据（17分11篮板）。2014年5月22日，亚当斯入选最佳新秀第2队.。
2015-16賽季，球隊重返季後賽並一路打進西區決賽，但是亞當斯不斷遭受勇士中鋒格林的踢擊，造成表現下滑，球隊最後也被勇士逆轉，葬送晉級總決賽的機會。
2016年11月1日，亞當斯跟雷霆以四年1億美元左右的價碼延長合約。

### 新奥尔良鹈鹕 (2020–2021)
2020休賽季，在一場四方交易中來到新奥尔良鹈鹕。作為交易的一部分，他與鵜鶘隊簽訂了一份為期兩年、價值3500萬美元的續約合約。

### 孟菲斯灰熊 (2021–2024)
2021年8月7日，亚当斯被交易到孟菲斯灰熊。
2022年10月2日，亞當斯與灰熊隊簽下了為期兩年、價值2520萬美元的續約合約。
亞當斯預計將缺席整個2023-24賽季，因為他接受了PCL手術。

## NBA數據統計

### 例行賽
| 賽季    | 球隊 | GP  | GS  | MPG  | FG%  | 3P%  | FT%  | RPG  | APG | SPG | BPG | PPG  |
| ------- | ---- | --- | --- | ---- | ---- | ---- | ---- | ---- | --- | --- | --- | ---- |
| 2013–14 | OKC  | 81  | 20  | 14.8 | .503 | .000 | .581 | 4.1  | .5  | .5  | .7  | 3.3  |
| 2014–15 | OKC  | 70  | 67  | 25.3 | .544 | .000 | .502 | 7.5  | .9  | .5  | 1.2 | 7.7  |
| 2015–16 | OKC  | 80  | 80  | 25.2 | .613 | .000 | .582 | 6.7  | .8  | .5  | 1.1 | 8.0  |
| 2016–17 | OKC  | 80  | 80  | 29.9 | .571 | .000 | .611 | 7.7  | 1.1 | 1.1 | 1.0 | 11.3 |
| 2017–18 | OKC  | 76  | 76  | 32.7 | .629 | .000 | .559 | 9.0  | 1.2 | 1.2 | 1.0 | 13.9 |
| 2018–19 | OKC  | 80  | 80  | 33.4 | .595 | .000 | .500 | 9.5  | 1.6 | 1.5 | 1.0 | 13.9 |
| 2019–20 | OKC  | 63  | 63  | 26.7 | .592 | .333 | .582 | 9.3  | 2.3 | .8  | 1.1 | 10.9 |
| 2020–21 | NOP  | 58  | 58  | 27.7 | .614 | .000 | .444 | 8.9  | 1.9 | .9  | .7  | 7.6  |
| 2021–22 | MEM  | 76  | 75  | 26.3 | .547 | .000 | .543 | 10.0 | 3.4 | .9  | .8  | 6.9  |
| 2022–23 | MEM  | 42  | 42  | 27.0 | .597 | .000 | .364 | 11.5 | 2.3 | .9  | 1.1 | 8.6  |
| 生涯    | 生涯 | 706 | 641 | 26.8 | .587 | .067 | .536 | 8.2  | 1.5 | .9  | 1.0 | 9.2  |

### 季後賽
| 賽季 | 球隊 | GP | GS | MPG  | FG%  | 3P%  | FT%  | RPG  | APG | SPG | BPG | PPG  |
| ---- | ---- | -- | -- | ---- | ---- | ---- | ---- | ---- | --- | --- | --- | ---- |
| 2014 | OKC  | 18 | 0  | 18.4 | .689 | .000 | .348 | 4.1  | .2  | .1  | 1.3 | 3.9  |
| 2016 | OKC  | 18 | 18 | 30.7 | .613 | .000 | .630 | 9.5  | .7  | .5  | .8  | 10.1 |
| 2017 | OKC  | 5  | 5  | 31.4 | .643 | .000 | .364 | 6.8  | 1.4 | 1.2 | 1.8 | 8.0  |
| 2018 | OKC  | 6  | 6  | 33.4 | .587 | —    | .692 | 7.5  | 1.5 | .7  | .7  | 10.5 |
| 2019 | OKC  | 5  | 5  | 31.8 | .667 | .000 | .375 | 7.2  | 1.4 | 1.0 | 1.0 | 11.5 |
| 2020 | OKC  | 7  | 7  | 30.0 | .596 | .000 | .450 | 11.6 | 1.3 | .6  | .3  | 10.1 |
| 2022 | MEM  | 7  | 5  | 16.3 | .429 | —    | .545 | 6.4  | 2.1 | .1  | .1  | 3.4  |
| 生涯 | 生涯 | 66 | 46 | 26.1 | .614 | .000 | .535 | 7.4  | 1.0 | .5  | .9  | 7.7  |

## 打球風格
屬於苦力型的中鋒，進攻技巧不多，但在拋投以及灌籃方面的把握度相當高，且像其他白人高個子一樣有不錯的中距離水準，在掩護卡位方面做得相當出色，因此即便俄克拉何马城雷霆交易來進攻技巧更為出色的埃內斯·坎特後，也還是讓亚当斯先發。
防守觀念相當出色，補位與協防意識高，防守有許多干擾的小動作，常引起對方情緒，在剛進聯盟時，常替補上場伺候對方主力禁區，使對方因情緒波動發揮不了實力。
在埃內斯·坎特加入後，與其交換打球技巧，使得近年來進攻技巧進步相當多，未來有成長為明星中鋒趨勢。之前曾在比賽中放棄得分機會保護差點受傷的對手而被球迷們讚揚與水行俠一樣有著行俠仗義的性格。

## 外部連結
- 史蒂文·亚当斯在fiba.basketball（英语）
- 史蒂文·亚当斯在archive.fiba.com（存檔）（英语）
- 史蒂文·亚当斯在NBA官網（英语）
- 史蒂文·亚当斯在Basketball-Reference.com（NBA）（英语）
- 史蒂文·亚当斯在Sports-Reference.com（NCAA）（英语）
- 史蒂文·亚当斯在ESPN（NBA）（英语）
- 史蒂文·亚当斯在Eurobasket.com（球員）（英语）
- 史蒂文·亚当斯在Proballers（英语）
- 史蒂文·亚当斯在RealGM（英语）